# The Berlin Wall
The Berlin Wall (ベルリンの壁?, Berlin no Kabe) è un videogioco arcade del 1991 sviluppato da Kaneko. Del gioco è stata realizzata una conversione per Game Gear.